# Видри
Видрите (Lutra) са род бозайници от семейство Порови (Mustelidae).
Таксонът е описан за пръв път от Матюрен Жак Брисон през 1762 година.

## Видове
- Lutra lutra – Видра
- Lutra sumatrana – Суматренска видра